# (31260) 1998 EE6
1998 إي إي 6 (ويعرف أيضًا باسم (31260) 1998 إي إي 6 وفق تسمية الكوكب الصغير) (بالإنجليزية: 1998 EE6)‏ هو كويكب ضمن حزام الكويكبات؛ وترتيبه 31260 من حيث الاكتشاف.
اكتُشف هذا الجُرم الفلكي بواسطة تاكيشي أوراتا ‏ في 2 مارس 1998.

## وصلات خارجية
- (31260) 1998 EE6 في قاعدة بيانات مختبر الدفع النفاث لأجرام النظام الشمسي الصغيرة

- الاكتشاف · مخطط المدار ·  العناصر المدارية · المعلمات المادية

- (31260) 1998 EE6 على موقع ويكي سكاي: DSS2, SDSS, GALEX, IRAS, Hydrogen α, X-Ray, Astrophoto, Sky Map, Articles and images